# Van Diemen's Land
Van Diemens Land er briternes oprindelige navn for Tasmanien, en ø-stat hørende til Australien. Øen blev navngivet Anthoonij van Diemenslandt til ære for Antonio van Diemen, det Hollandske Ostindiske Kompagnis generalguvernør i Indien, som i 1642 sendte Abel Tasman ud på den opdagelsesrejse som gjorde at europæerne blev bekendt med øen. Navnet blev ændret i 1856 til Tasmanien til ære for Tasman selv, den første europæer som opdagede øen, samt muligvis også for at fjerne associationer til den strenge straffekoloni, som det oprindelige navn fremkaldte.